# Alexandre Sloboda
Alexandre Sloboda Fonseca (ur. 2 czerwca 1973 w Rio de Janeiro) – brazylijski siatkarz, grający na pozycji środkowego, były reprezentant Brazylii.
Posiada również obywatelstwo francuskie.

## Sukcesy klubowe
Mistrzostwo Brazylii:
- 1995, 1999
- 1996

Mistrzostwo Francji:
- 2004
- 2001, 2002, 2003, 2006, 2009
- 2000, 2005

Puchar Francji:
- 2003, 2005, 2006[1]

Liga Mistrzów:
- 2005[2]
- 2007
- 2004

Superpuchar Francji:
- 2005

## Nagrody indywidualne
- 2005: Najlepszy blokujący Final Four Liga Mistrzów